# Forza Motorsport 7
Forza Motorsport 7 è un videogioco simulatore di guida sviluppato in esclusiva per Xbox One e Windows 10 da Turn 10 Studios utilizzando il motore grafico ForzaTech sviluppato da quest'ultima.
Il gioco è stato annunciato all'E3 2017 durante il quale Turn 10 Studios, in collaborazione con Porsche, ha (per la prima volta nella storia) svelato ufficialmente la nuova Porsche 911 GT2 RS 2018, presente in esclusiva su questo capitolo grazie alla partnership con la casa automobilistica tedesca.
Il gioco rappresenta la settima iterazione della serie Forza Motorsport ed è il seguito di Forza Motorsport 6: Apex.

## Contenuti
Il gioco presenta oltre 700 auto, ricreate con livello di dettaglio ForzaVista e visionabili in tutti i particolari, presenti direttamente al lancio senza ulteriori DLC aggiuntivi (numero che cresce ancora contando i due pacchetti disponibili al momento del lancio, ovvero Hoonigan Car Pack e Fast and Furious Car Pack) e 32 tracciati fedelmente ricreati nei minimi dettagli. Tramite il motore grafico e fisico ForzaTech, il gioco gira in 1080p a 60 fps su Xbox One e Xbox One S e in 4K a 60 fps su Xbox One X e PC.
A differenza del capitolo precedente, Forza Motorsport 7 vanta un sistema meteo dinamico per cui ogni gara può subire cambiamenti nelle condizioni climatiche (sui tracciati che li prevedono). Le condizioni climatiche, come nel sesto capitolo sono pioggia (talvolta intensa) e nebbia ed è presente anche il ciclo giorno/notte. Non tutti i tracciati dispongono di meteo variabile o ciclo giorno/notte: gli sviluppatori hanno ricreato le reali condizioni di gara in particolar modo nei tracciati in cui questi eventi si verificherebbero nella realtà effettuandovi moltissime misurazioni, con miglioramenti rispetto al sesto capitolo (es: il circuito di Yas Marina è noto per le gare notturne, quindi il tracciato proporrà gare sia di giorno sia di notte). Inoltre, gli sviluppatori hanno lavorato anche sull'illuminazione dei tracciati e, per rendere tutto il più realistico possibile, hanno utilizzato la stessa tecnica adottata da Playground Games per Forza Horizon 3: si sono recati fisicamente su ogni tracciato per scattare centinaia di foto al cielo e al paesaggio tramite una fotocamera con risoluzione 12K HDR.
Le auto presenti nel gioco provengono in grandissima parte dai videogiochi Forza Motorsport 6 e Forza Horizon 3, con alcune aggiunte provenienti da capitoli meno recenti come Forza Motorsport 4 e nuove vetture. I tracciati sono 32, di cui 28 ripresi da Forza Motorsport 6, tre ripresi da Forza Motorsport 4 e il nuovo “Showcase” che prende posto tra il deserto e la città di Dubai.
Novità assoluta della serie è il sistema di affinità evolutosi in grado collezionista: ogni auto farà parte dei livelli (detti tier) “Comune”, “Non comune”, “Raro”, “Rarissimo” e “Leggenda” e varrà un determinato punteggio che, sommandosi, aumenterà il grado collezionista. Altra novità importante è il metodo di sblocco delle vetture: non saranno, infatti, disponibili da subito tutte le 700 auto ma sarà possibile sbloccarle in vari modi, ad esempio tramite l'avanzamento in Carriera (qui denominata Forza Driver’s Cup) o tramite i #Forzathon già visti in Forza Horizon 3. Sono presenti anche le auto speciali denominate Forza Edition (anziché Horizon Edition), come in Forza Horizon 3.
Altra novità presente in questo titolo è la presenza di casse premio: si suddividono in “Casse del mistero” (le quali vengono aggiornate regolarmente dagli sviluppatori e contengono auto, modifiche, stemmi e tute da pilota), “Casse mod” che contengono le modifiche (come già visto in Forza Motorsport 6 porranno particolari obiettivi o ci faranno correre con determinati deficit per vincere più crediti e PE), “Casse auto” (che contengono alcune delle auto tra quelle non bloccate) e “Casse attrezzatura pilota” (contenenti una tuta pilota e uno stemma).
Anche gli stemmi si suddivideranno nei cinque livelli già visti per le vetture e, per la prima volta nella serie Forza (ad eccezione di Forza Horizon 3), sarà possibile personalizzare il proprio avatar/pilota.

## Motore grafico
Su Xbox One e One S il gioco ha una risoluzione di 1080p e una velocità di 60 fps. Su Xbox One X e su PC il gioco supporta il 4K con 60 fps a dettagli ultra e filtro anisotropico MSAA 4x.

## Preordine
Forza Motorsport 7 è stato preordinabile sul Microsoft Store nelle edizioni Standard, Deluxe e Ultimate. È stata venduta anche un’edizione fisica delle versioni Standard e Ultimate.

### Standard
La versione Standard include:
- Forza Motorsport 7
- Driver Gear Turn 10
- Driver Gear Microsoft
- Hoonigan Car Pack (non per l’edizione fisica)

### Deluxe
La versione Deluxe include:
- Forza Motorsport 7
- Driver Gear Turn 10
- Driver Gear Microsoft
- Vip Pack & Membership
- Fate of the Furious Car Pack
- Hoonigan Car Pack

### Ultimate
La versione Ultimate include:
- Forza Motorsport 7
- Driver Gear Turn 10
- Driver Gear Microsoft
- Vip Pack & Membership
- Fast & Furious Car Pack
- Hoonigan Car Pack (non per l’edizione fisica)
- Car Pass

## Contenuti aggiuntivi

### Hoonigan Car Pack
L'Hoonigan Car Pack (disponibile per chi preordinasse il gioco sul Microsoft Store e gratuito in seguito anche su Forza Horizon 3) comprende 7 vetture elaborate da Ken Block e altre personalità note della Hoonigan.

### Fast & Furious Car Pack
Il Fast & Furious Car Pack è il primo pack disponibile dal lancio per Forza Motorsport 7 che include 7 auto del celebre film campione d’incassi 2017 Fast & Furious 8.

### Car Pass
Il Car Pass include i primi 6 pacchetti mensili di auto (escluso quello basato su Fast and Furious).

### VIP Membership & Car Pack
Il VIP Membership & Car Pack include cinque vetture Forza Edition esclusivi, l’accesso a eventi rivali riservati e premi esclusivi. Inizialmente il VIP offriva anche 5 mod dal 100% dei crediti bonus da usare ognuna per 5 volte. In seguito ad un'accesa protesta da parte dei giocatori, con un update, Turn 10 Studios ha re-inserito il 100% dei crediti bonus dopo ogni gara per ogni membro VIP come in Forza Motorsport 6 e per scusarsi ha regalato 1.000.000 di CR e quattro esclusive auto Forza Edition via messaggi a tutti i membri VIP.

## Contenuti del Car Pass
Il Car Pass includerà i primi 6 DLC che usciranno:

### SAMSUNG QLED Car Pack
- 2017 Alfa Romeo Giulia Quadrifoglio
- 1984 Nissan #20 Coca-Cola Bluebird Super Silhouette
- 1978 Porsche #78 MOMO 935/78
- 2017 Abarth 124 Spider
- 1957 Maserati 250F
- 2016 Toyota Land Cruiser Arctic Trucks AT37
- 2015 Honda Ridgeline Baja Trophy Truck

### Doritos Car Pack
- 1926 Bugatti Type 35
- 1939 BMW 328
- 1955 Chevrolet 150 Utility Sedan
- 1962 Porsche 804
- 1985 Nissan Safari
- 2018 Jeep Grand Cherokee Trailhawk
- 2018 Porsche Cayenne

### Totino’s Car Pack
- 2017 BMW #24 BMW Team RLL M6 GTLM
- 1970 Citroen 2CV
- 1997 Lotus Elise GT1
- 1967 Nissan R380 II
- 1993 Porsche 911 Turbo S Leichtbau
- 1968 Subaru 360
- 1967 Volkswagen Type 3 1600 L

### Free Hyundai Car Pack
Il pacchetto è gratuito e include:
- 2019 Hyundai Veloster Turbo
- 2019 Hyundai Veloster N

### Dell Gaming Car Pack
- 2018 Bugatti Chiron
- 2018 Kia Stinger
- 2016 Audi #17 Rotek Racing TT RS
- 2017 Ram 2500 Power Wagon
- 1968 Holden HK Monaro GTS 327
- 2018 Dodge Durango SRT
- 2017 Aston Martin Racing V12 Vantage GT3 #7

## Porsche 911 GT2 RS
L’auto che fa da copertina a Forza Motorsport 7 è frutto di una collaborazione di sei anni tra Microsoft e Porsche.

## Premi fedeltà
Forza Motorsport 7 premierà i giocatori fedeli regalando una tuta esclusiva in base al livello Forza del giocatore e un bonus di crediti iniziale.